# Экспресс «Красный шар»
«Экспресс „Красный шар“» (англ. Red Ball Express) — американский военный фильм 1952 года, снятый режиссёром Баддом Беттикером. Фильм повествует о специальном военном конвое «Красный шар» по снабжению передовых частей союзников, за которыми не успевали тыловые службы во время Второй мировой войны.

## Сюжет
Август 1944 года. После высадки в Нормандии американские войска стремительно продвигаются вглубь Европы. Тыловые снабженческие части не успевают вовремя доставлять боеприпасы и провиант к линии фронта. Наступающие на Париж танковые войска генерала Паттона остро нуждались в пополнении боеприпасами. Командование принимает решение на проведение масштабной операции под названием «Красный шар» по снабжению стремительно наступающих союзных войск. Большинство водителей грузовиков, задействованных в операции, были темнокожими афроамериканцами, которым запрещалось нести военную службу. Одним из таких водителей, столкнувшимся с расовой враждой, был капрал — Эндрю Робертсон, который раздражался приказам своего белого командира — лейтенанта Чика Кэмпбелла. Но всё это забывается, когда колонна снабжения, пройдя трудный путь, добирается до места назначения и снабжает боеприпасами танки генерала Паттона.

## В ролях
- Джефф Чандлер — лейтенант Чик Кэмпбелл
- Алекс Никол — сержант Рэд Каллек
- Чарльз Дрейк — рядовой Рональд Партридж / рассказчик
- Джудит Браун — Джойс Макклеллан
- Сидни Пуатье — капрал Эндрю Робертсон
- Жаклин Дюваль — Антуанетта Дюбуа
- Баббер Джонсон[нем.] — рядовой Тэффи Смит
- Дэвис Робертс — рядовой Дэйв Маккорт
- Хью О’Брайан — рядовой Уилсон
- Фрэнк Чейз — рядовой Хиггинс
- Синди Гарнер — Китти Уолш
- Грегг Палмер — лейтенант-танкист
- Джон Хадсон — сержант-танкист
- Джек Келли — рядовой Джон Хейман
- Говард Петри — генерал-майор Ли Гордон

В титрах не указаны
- Юджин Борден[англ.] — Дюбуа, отец Антуанетты
- Сидни Клют[англ.] — капитан военной полиции
- Йола Д’Авриль — барменша
- Эванс Дуглас[англ.] — бригадный генерал на брифинге
- Томас Браун Генри[англ.] — полковник Картер
- Кларк Ховат[англ.] — капитан военной полиции
- Роберт Карнс — капитан-инженер
- Гарри Лаутер[англ.] — лейтенант Майклсон
- Джон Пикард[англ.] — майор
- Уолтер Рид[англ.] — майор
- Артур Спэйс[англ.] — полковник на брифинге

## Съёмочная группа
- Режиссёр: Бад Беттикер
- Продюсер: Аарон Розенберг
- Сценаристы: Джон Майкл Хейс, Марси Клаубер, Уильям Грейди мл.
- Оператор: Мори Герцман